# Stanley Mendelson
Stanley 'Hap' Mendelson (1923 - 4 oktober 2002) was een Amerikaanse jazzpianist in de dixieland.

## Biografie
Mendelson groeide op in New Orleans en studeerde muziek aan Loyola University. Vanaf de late jaren 40 speelde hij in de traditionele jazzscene van deze stad, o.a. met Raymond Burke (zijn eerste opnamen in 1948), Johnny Wiggs, Papa Jack Laine, Santo Pecora, Lizzie Miles, Monk Hazel, Jack Delaney, Sharkey Bonano, Johnny St. Cyr, Alvin Alcorn, Joe Mares, George Girard en Percy Humphrey. Hij was meer dan tien jaar lid van de Dukes of Dixieland. Mendelson werkte ook mee aan de opnames van de groep met Louis Armstrong mit. In de jaren 60 speelde hij met Chink Martin/Joe Capraro en in 1974 nam hij zijn soloalbum Storyville Piano (Land o’ Jazz) op. In de jazz was hij tussen 1948 en 1984 betrokken bij 58 opnamesessies, de laatste was met de N’Orleans Statesmen (A Museum Artifact: The Story of Jazz) rond Clive Wilson, Frog Joseph, Joe Darensbourg, Danny Barker en Freddie Kohlman. Mendelson's spel was sterk beïnvloed door de ragtime-stijl van Armand Hugs. Hij overleed op 79-jarige leeftijd.